# Combate do Arroio Telho
O Combate do Arroio Telho foi uma das primeiras escaramuças entre os revoltosos farroupilhas e as forças legalistas durante a Revolução Farroupilha, travado em 22 de setembro de 1835 às margens do Arroio Telho, próximo a Jaguarão.

## História
Após a tomada de Porto Alegre pelos rebeldes farroupilhas, o Tenente-Coronel João da Silva Tavares (futuro Visconde de Cerro Alegre), fiel ao governo provincial, partiu de sua estância com aproximadamente 35 homens para se juntar às forças legalistas, porém no caminho, nas proximidades do Arroio Telho, foi confrontado pelo Coronel Gervásio Verdun, uruguaio que havia se juntado às forças farroupilhas.
Chocaram-se nas pontas do arroio, em combate corpo-a-corpo e à lança e espada, concluindo com o desbarato dos revolucionários. Tavares contou um morto e sete mortos entre os seus, deixando no campo os revoltosos cinco feridos e treze mortos, entre os quais o próprio coronel Gervásio Verdun, os majores Tomás Rolim, brasileiro, e Raña, uruguaio, mais o capt. Echeveste, francês. Algumas fontes apontam 21 baixas para os farrapos.